# Жлоба, Никита Алексеевич
Никита Алексеевич Жлоба (род. 16 августа 1995, Магнитогорск, Челябинская область) — российский хоккеист, защитник клуба «Магнитка».

## Биография
Воспитанник магнитогорского «Металлурга». С сезона 2012/13 — игрок команды МХЛ «Стальные лисы». С сезона 2014/15 стал также выступать за команду «Южный Урал» в ВХЛ. 26 декабря 2014 года в домашнем матче против «Барыса» (7:6Б) дебютировал в КХЛ, проведя единственную игру за «Металлург» в сезоне. В следующих двух сезонах провёл за «Металлург» 9 матчей.
29 августа 2017 года перешёл в екатеринбургский «Автомобилист», подписав однолетний двусторонний контракт, выступал за команду ВХЛ «Горняк» Учалы. Следующие три сезона играл за «Южный Урал». Сезон 2021/22 отыграл в команде ВХЛ «Буран» Воронеж. После сезона, проведённого в клубе чемпионата Белоруссии «Гомель», вернулся в «Южный Урал».